# Tegsnäset
Tegsnäset är en småort i Vindelns kommun belägen mellan Umeå och Lycksele.
I Tegsnäset finns en gång och cykelbana som är ihopknuten med Granö.
Här finns 2 st fina badplatser/Friluftsområde (Avan&Holmen).
På Ordenshuset som numer ägs och drivs av SK Tegsnäspojkarna finns ett fint gym på hela övervåningen. 
I Byn finns en 9 håls golfbana som drivs av Granöbygdens Golfklubb.
Ett belyst motionsspår samt skidspår.

## Näringsliv
I Tegsnäset finns "Tegsnässkidan", som fortfarande producerar skidor. Bolagsnamnet är numera Tegsnäs group då företaget expanderat och har flera verksamheter.
Tegsnäshus, Tegsnäs emballage och Tegsnässkidan är några av delarna i TEGSNÄSGROUP.
Köksrenoveringar i Tegsnäset jobbar med nya och gamla kök.
Förskolan Lycka, en fristående verksamhet.
Almqvist bygg.
Tegsnäsmusteri, fokus på äppelförädling.
Jonssons flis, aktivt inom skogsbranschen.
Temab, försäljning och reparationer av småmaskiner, skoter, ATV, klippare, båt.